# La Vallée-de-l’Or
La Vallée-de-l’Or ist eine regionale Grafschaftsgemeinde (französisch municipalité régionale de comté, MRC) in der kanadischen Provinz Québec.
Sie liegt in der Verwaltungsregion Abitibi-Témiscamingue und besteht aus elf untergeordneten Verwaltungseinheiten (drei Städte, zwei Gemeinden, ein Sprengel und fünf gemeindefreie Gebiete). Die MRC Vallée-de-l’Or wurde am 8. April 1981 gegründet. Im Jahr 2003 wurde sie zur MRC La Vallée-de-l’Or. Der Hauptort ist Val-d’Or. Die Einwohnerzahl beträgt 43.226 (Stand: 2016) und die Fläche 24.292,04 km², was einer Bevölkerungsdichte von 1,8 Einwohnern je km² entspricht.

## Gliederung
Stadt (ville)
- Malartic
- Senneterre
- Val-d’Or

Gemeinde (municipalité)
- Belcourt
- Rivière-Héva

Sprengel (municipalité de paroisse)
- Senneterre

Gemeindefreies Gebiet (territoire non organisé)
- Lac-Fouillac
- Lac-Granet
- Lac-Metei
- Matchi-Manitou
- Réservoir-Dozois

Auf dem Gebiet der MRC La Vallée-de-l’Or liegt auch das Indianerreservat Lac-Simon, das jedoch autonom verwaltet wird und eine Enklave bildet.

## Angrenzende MRC und vergleichbare Gebiete
- Jamésie
- La Tuque
- La Vallée-de-la-Gatineau
- Pontiac
- Témiscamingue
- Rouyn-Noranda
- Abitibi